# Portugal nos Jogos Paralímpicos de Verão de 2000
Portugal participou dos Jogos Paralímpicos de Verão de 2000, que foram realizados na cidade de Sydney, na Austrália, entre os dias 18 e 29 de outubro de 2000. A delegação portuguesa, a maior de sempre, contou com 52 atletas que conquistaram o número recorde de 16 medalhas: 6 de ouro, 5 de prata e 5 de bronze.

## Atletas
Ao todo, a comitiva portuguesa em Sydney alcançou os 45 homens e as 7 mulheres, num total de 52 atletas distribuídos por 7 modalidades.
| Modalidade    | Atletas |
| ------------- | --- |
| Atletismo     | Artur Rodrigues, Carlos Amaral Ferreira, Carlos Lopes, Fátima Matos, Firmino Baptista, Gabriel Potra, José Alves, José Domingos Ramião Gameiro, José Monteiro, Lenine Cunha, Maria Graça Fernandes, Maria Odete Fiúza, Nuno Alves, Paulo de Almeida Coelho, Ricardo Marques e Silvino Veiga |
| Basquetebol   | Alcides Fernandes, Alexandre Costa, António Lopes, Carlos Luz, David Cândido, Fernando Pereira, Jorge Ribeiro, José Cunha, Ricardo Martins, Ricardo Teixeira, Rui Benfica e Vítor Carinhas.                                                                                                 |
| Boccia        | Armando Costa, António Marques, Fernando Ferreira, José Macedo, Luís Belchior, Pedro Silva |
| Ciclismo      | Augusto Pereira |
| Futebol 7     | Álvaro Durães, Fernando Barata, Fernando Silva, Francisco Dias, Gabriel Martinho, José Carvalho, Manuel Gonçalves, Nuno Germano, Ricardo Vieira, Rogério Fernandes, Rui Oliveira |
| Natação       | Leila Marques, Maria João Morgado, Nelson Lopes, Susana Barroso e Perpétua Vaza |
| Ténis de Mesa | Hélder Fevereiro |

## Medalhados
A delegação portuguesa conquistou quinze medalhas: 6 ouro, 5 prata e 4 bronze.
| Medalha | Atletas                                                        | Modalidade | Prova              |
| ------- | -------------------------------------------------------------- | ---------- | ------------------ |
| Ouro    | Carlos Amaral Ferreira                                         | Atletismo  | Maratona T11       |
| Ouro    | Carlos Lopes                                                   | Atletismo  | 400 m T11          |
| Ouro    | Carlos Lopes, Gabriel Potra, José Alves, José D. R. Gameiro    | Atletismo  | 4 x 100 m T13      |
| Ouro    | Gabriel Potra                                                  | Atletismo  | 200 m T12          |
| Ouro    | Paulo de Almeida Coelho                                        | Atletismo  | 1500 m T11         |
| Ouro    | José Macedo                                                    | Boccia     | Individual BC3     |
| Prata   | Carlos Amaral Ferreira                                         | Atletismo  | 10 000 m T11       |
| Prata   | Firmino Baptista                                               | Atletismo  | 200 m T11          |
| Prata   | José Monteiro                                                  | Atletismo  | 800 m T46          |
| Prata   | Armando Costa                                                  | Boccia     | Individual BC3     |
| Prata   | Susana Barroso                                                 | Natação    | 50 m costas S3     |
| Bronze  | Gabriel Potra                                                  | Atletismo  | 100 m T12          |
| Bronze  | José Alves                                                     | Atletismo  | 400 m T13          |
| Bronze  | Maria Graça Fernandes                                          | Atletismo  | 400 m T13          |
| Bronze  | António Marques, Fernando Ferreira, Luís Belchior, Pedro Silva | Boccia     | Eq. Mistas BC1 BC2 |